# Valdemar I. Veliký
Valdemar I. Veliký (14. leden 1131 – 12. květen 1182, Vordingborg) byl původně vévoda šlesvický, od roku 1154 kníže jutský a od roku 1157 dánský král, první představitel královské dynastie Valdemarů, jež v letech 1157–1241 dovedla Dánsko k výraznému politickému a hospodářskému rozmachu.

## Život

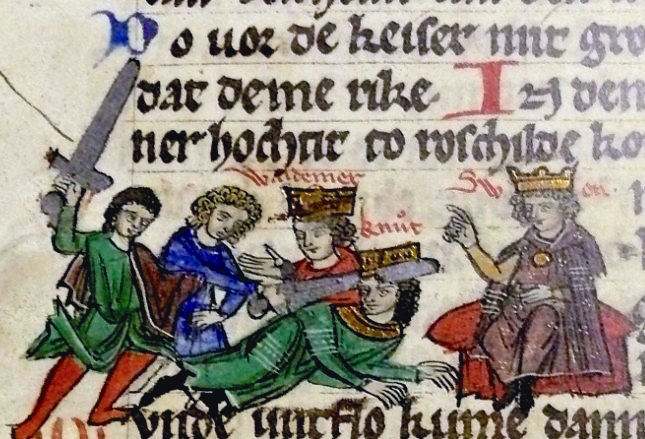
Krvavá hostina v Roskilde, Saská světová kronika

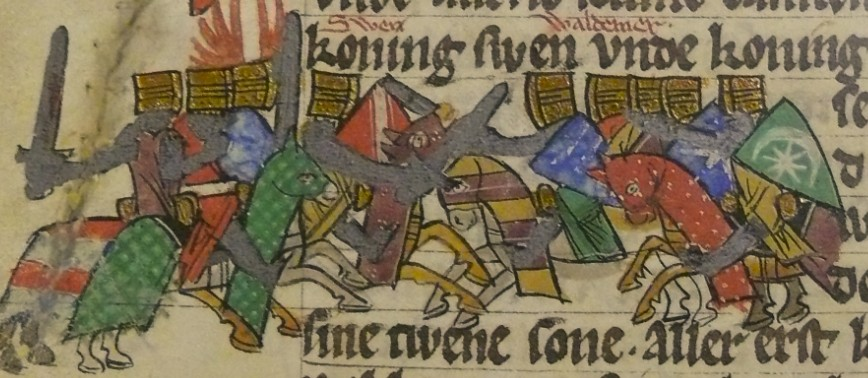
Bitva mezi Svenem III. a Valdemarem I., Saská světová kronika

Valdemarovým otcem byl dánský princ Knut Lavard, syn Erika I. Valdemarova otce dal zřejmě zavraždit Magnus Nilsson těsně předtím, než se Valdemar narodil. Jeho matka Ingeborg Kyjevská syna pojmenovala po svém dědovi, kyjevském knížeti Vladimírovi II.
V roce 1146, když bylo Valdemarovi patnáct let, král Erik III. Dánský abdikoval a rozpoutala se občanská válka. O trůn se ucházeli Sven III., syn Erika II., a Knut V., syn Magnuse Nilssona. Valdemar nejdříve podporoval Svena, poté ale vytvořil alianci s Knutem, který ho zvolil za svého spoluvládce. Tato válka trvala zhruba deset let a Valdemar se během ní (od roku 1152) stal šlesvickým vévodou.
V roce 1157 se trojice dohodla, že si zemi rozdělí mezi sebou. Sven III. pořádal slavnost pro Knuta, Valdemara a biskupa Absalona, během které se jich chtěl všech zbavit. Podařilo se mu zbavit se Knuta, Absalon a Valdemar unikli. Valdemar se vrátil do Jutska, kam Sven rychle vedl invazi. Valdemar ho bitvě u Grathe Hede porazil a Sven byl na útěku zřejmě rolníky zabit. Valdemar tak přežil další dva uchazeče o trůn a stal se jediným dánským králem.
V roce 1158 byl Absalon zvolen biskupem z Roskilde a Valdemar z něj udělal svého nejbližšího rádce. Roku 1168 dobyl pohanský ostrov Rujána a jeho středisko Arkona bylo z podnětu dánského arcibiskupa Absalona zničeno. Socha boha Svantovíta byla rozsekána a spálena před zraky slovanských obyvatel. Na celém ostrově byla provedena násilná christianizace.
Valdemar se velmi angažoval v procesu kanonizace svého otce, což se mu roku 1169 za papeže Alexandra III. zdařilo. Zemřel o dvanáct let později a byl uložen k poslednímu odpočinku v klášteře Ringsted. Ovdovělá Sofie se podruhé vdala za durynského lantkraběte Ludvíka a na dánský trůn usedl Valdemarův syn Knut.

## Potomstvo
Valdemarovou manželkou byla Sofie z Novgorodu (asi 1141–1198). Jejich dětmi byli:
- Sofie (1159–1208)
- Knut VI. Dánský (1163–1202)
- Marie, jeptiška v Roskilde (nar. asi 1165)
- Markéta, jeptiška v Roskilde (nar. asi 1167)
- Valdemar II. Vítězný (1170–1241)
- Ingeborg (1176–1236), manžel francouzský král Filip II. August
- Helena Dánská (asi 1177–1233)
- Rixa Dánská († 1220), manžel Erik X. Švédský
  - nemanželský syn Kryštof Jutský (1150–1173), vévoda jutský[1] cca 1170–1173